# Margarita Nazarova
Margarita Petrovna Nazarova, en ruso: Маргарита Петровна Назарова, (Pushkin, 26 de noviembre de 1926-Nizni Nóvgorod, 25 de octubre de 2005) fue una artista de circo, domadora de tigres y actriz rusa. Fue condecorada en 1969 como Artista del Pueblo de la Federación Rusa.

## Trayectoria
Su infancia transcurrió en la ciudad de Pushkin (antes, Detskoye Selo). A principios de la década de 1940 se trasladó con su familia a Daugavpils. Durante la Gran Guerra Patria, fue enviada a Alemania para realizar trabajos forzados. Al principio sirvió como criada en una casa de ricos de Hamburgo y, después, actuó en un cabaret local como bailarina.
En 1945 regresó a la Unión Soviética. Comenzó a actuar con «Circus on Stage» en 1945 en Riga. A partir de 1946 comenzó a actuar en espectáculos de variedades, y al cabo de un tiempo, también realizó números como piloto de motos en el circo.
En el cine actuó normalmente en papeles secundarios en varias películas como Incident in the Taiga (1953), Dangerous trails (1954), Tamer of Tigers (1955), Striped Trip (1961) papel protagonista por la que fue más conocida; y Stewardess (1977).
Mientras rodaba Incident in the Taiga conoció a Konstantin Konstantinovsky, un domador con el que se casó a finales de la década de 1950. Durante el rodaje de la película Dangerous trails, conoció a Pursh, un tigre de bengala, que más tarde se convirtió en su favorito. Ese mismo año, en 1954 comenzó a actuar como ayudante en los números de domadores de animales de Boris Eder y de su marido, Konstantinovsky.  Luego, en 1957, Nazarova y Konstantinovsky participaron en el VI Festival Internacional de la Juventud y los Estudiantes de Moscú, donde actuaron con el número Extravagancia acuática y recibieron la Medalla de Oro del dicho festival. En 1968, la pareja creó un nuevo espectáculo con un grupo de tigres, leones, osos y caballos.
Tras la muerte de su marido en 1970, enfermó gravemente, pero tras completar su tratamiento, pudo volver al circo durante un breve periodo de tiempo, y participó en giras por Francia, la Federación Rusa y otros países.
En 1983 puso fin a su carrera. En sus últimos años vivió en Nizni Nóvgorod. A pesar de los títulos y méritos obtenidos durante su trayectoria, recibió una pensión de 400 rublos. Tras la publicación de un reportaje sobre la difícil situación de Nazarova, el presidente ruso Boris Yeltsin le concedió una asignación mensual adicional, que la artista rechazó.
Murió el 25 de octubre de 2005 a la edad de 79 años. Está enterrada a expensas del Ayuntamiento de Nizni Nóvgorod en el cementerio de Fedyakovo.
Su hijo, Alexei Konstantinovsky, fue domador y su nieta Margarita Nazarova, también artista de circo con un número en el que actuaba con gatos.

## Reconocimientos
Fue condecorada con el título de Artista de Honor de la Federación de Rusa en 1958, con la Orden de la Insignia de Honor en 1967 y como Artista del Pueblo de la Federación Rusa en 1969. También, recibió el Certificado de Honor del Presidium del Soviet Supremo de la Federación Rusa en 1980.
En 2016 se estrenó la serie documental rusa, Margarita Nazarova: The Queen of Tigers, del director Konstantin Maksimov, protagonizada por Olga Pogodina, y que consta de 16 episodios en los que se muestran su trayectoria.